# Santillana de Campos
Santillana de Campos és una localitat espanyola de la província de Palència (comunitat autònoma de Castella i Lleó). Pertany al municipi de Osorno la Mayor, a l'est de la província.
Es troba a la carretera N-611 que enllaça Palència amb Santander, a 6 km d'Osorno, capital del municipi, i a 45 km de Palència.
Limita al N amb l'esmentat Osorno, a l'E amb Osornillo, al SE amb Las Cabañas de Castilla, al S amb Marcilla de Campos, al SO amb Arconada, a l'O amb Villaherreros i al NO amb Villadiezma.

## Evolució demogràfica
La població de Santillana de Campos era de 120 habitants a 3 d'octubre de 2015, segons l'Institut Nacional d'Estadística.
| 2000 | 2001 | 2002 | 2003 | 2004 | 2005 | 2006 | 2007 | 2008 | 2009 | 2010 | 2011 | 2015 |
| 137  | 133  | 127  | 123  | 120  | 110  | 114  | 108  | 103  | 103  | 94   | 90   | 120  |

## Història i monuments
L'església parroquial de Santillana de Campos està dedicada a Santa Juliana.
El nom de Santillana deriva com el de la seva germana càntabra de l'evolució de la paraula Sancta Iuliana.
És de suposar que l'origen de la vila està vinculat al Marqués de Santillana.
És etapa d'un dels ramals del Camí de Santiago que discorria per l'antiga calçada romana Via Aquitània actualment recuperat com a Camí a Santiago Via Aquitània. En el tram de Dessobriga (Osorno), i Lacobriga (Carrión dels Comtes), entre les dues mansions romanes, el camí es denomina en tot el seu recorregut Camí Francès o Carrera Francesa, nom aquest d'origen medieval habitual per al Camí que seguien els pelegrins francesos a Santiago.